# Cicindela ohlone
Cicindela ohlone este o specie de insecte coleoptere descrisă de Hendrik Freitag ug Kavanaugh în anul 1993. Cicindela ohlone face parte din genul Cicindela, familia Carabidae. Această specie nu are alte subspecii cunoscute.